# Thermutis
Thermutis — рід грибів родини Lichinaceae. Назва вперше опублікована 1825 року.

## Класифікація
До роду Thermutis відносять 7 видів:
- Thermutis compacta
- Thermutis complanata
- Thermutis flexuosa
- Thermutis friesii
- Thermutis pannosa
- Thermutis solida
- Thermutis velutina